# جمال التريكي
جمال التريكي (4 مارس 1979 خريبكة المغرب - ) هو لاعب كرة قدم مغربي، يلعب كمهاجم.

## وصلات خارجية
- جمال التريكي على موقع قاعدة بيانات كرة القدم.إي يو (الإنجليزية)